# در پس نقاب زورو
در پسِ نقاب زورو (انگلیسی: Behind the Mask of Zorro) که با نامِ زورو دوباره می‌تازد (اسپانیایی: E Zorro cabalga otra vez‎) هم شناخته می‌شود، یک فیلم وسترن ایتالیایی است که در سال ۱۹۶۵ منتشر شد.

## گزیدهٔ بازیگران
- تونی راسل
- ماریا خوزه آلفونسو
- خسوس پوئنته
- آگوستین گونسالس
- سانچو گراسیا